# Chi Chồn
Chi Chồn là một chi có danh pháp khoa học Mustela của họ Chồn (Mustelidae) với khoảng 16 loài. Các loài chồn trong chi này có kích thước dao động trong khoảng 15 – 35 cm (6 – 14 inch), và thông thường có lớp lông bên ngoài màu nâu nhạt, bụng trắng và chóp đuôi có lông đen. Ở nhiều loài, các quần thể sống trên các độ cao lớn thay lông thành màu trắng với chóp đuôi đen vào mùa đông. Chúng có thân hình mảnh dẻ, cho phép chúng dễ dàng theo đuổi con mồi trong hang. Đuôi của chúng nói chung dài gần bằng phần còn lại của cơ thể. Là các loài động vật ăn thịt có kích thước nhỏ nên các loài chồn này nói chung khá thông minh và mưu mẹo.
Các loài chồn ăn thịt các loài thú nhỏ, trước đây người ta coi chúng là có hại do một vài loài còn dám bắt cả gia cầm từ các trang trại, hay thỏ (Leporidae) từ các hang nuôi cho mục đích thương mại. Một vài loài chồn được biết đến ăn lúa và chồn sương, được thông báo là có hành vi thực hiện những điệu nhảy hung hăng kỳ quái, sau khi đã đánh nhau với các con vật khác hoặc cướp được mồi từ chúng. Trong văn hóa dân gian châu Âu, điệu nhảy này được gắn liền với chồn ecmin.
Một loại chồn ecmin (chồn ecmin Sutton) ít được biết đến tại đông bắc nước Anh có bộ lông gồm các sọc đen trắng đặc biệt với con đực đầu đàn có bộ râu như râu dê, là các động vật khá nhút nhát, nhưng có thể trở nên hung dữ khi bị dồn cùng đường. Các động vật kỳ lạ này trong họ Chồn chỉ có thể tìm thấy tại khu vực Togstone trong một cộng đồng nhỏ khoảng 4 – 5 gia đình. Các con cái chiếm đa số với các con đực rất dễ phục tùng trong mùa sinh sản.

## Các loài
- Phân chi Lutreola
  - Chồn nâu châu Âu, Mustela lutreola
  - Triết núi Indonesia, Mustela lutreolina
  - Triết Mã Lai, Mustela nudipes
  - Triết Siberia, Mustela sibirica
  - Triết chỉ lưng, Mustela strigidorsa
- Phân chi Mustela
  - Triết núi, Mustela altaica
  - Chồn ecmin, Mustela erminea
  - Triết đuôi dài, Mustela frenata
  - Triết bụng vàng, Mustela kathiah
  - Triết bụng trắng, Mustela nivalis
- Phân chi Putorius
  - Chồn hôi thảo nguyên, Mustela eversmannii
  - Chồn sương chân đen, Mustela nigripes
  - Chồn hôi châu Âu, Mustela putorius (bao gồm cả chồn sương đã thuần hóa)